# Celosia polystachia
Celosia polystachia är en amarantväxtart som först beskrevs av Peter Forsskål, och fick sitt nu gällande namn av C. C. Towns. Celosia polystachia ingår i släktet celosior, och familjen amarantväxter. Inga underarter finns listade i Catalogue of Life.